# کولیت اولسراتیو
کولیت زخمی یا کولیت اولسروز یا پس‌روده‌آماس زخمی (به انگلیسی: Ulcerative colitis)* فرمی از بیماری التهابی روده است که روده‌ها به خصوص روده بزرگ شامل پس‌روده (کولون) و راست‌روده (رکتوم) را درگیر می‌کند و نوعی پس‌روده‌آماس (کولیت) است. علت اصلی و دقیق این بیماری مشخص نیست اما به نظر می‌رسد مجموعه‌ای از عوامل میکروبی، ژنتیکی، ایمنی و عوامل مرتبط با سبک زندگی (نظیر رژیم غذایی) در بروز آن نقش داشته باشد. همچنین به نظر می‌رسد استرس و زندگی در محیط شهری باعث تشدید این بیماری گردد.
این بیماری با نام‌های رکتوکولیت هموراژیک یا التهاب زخمی‌شونده روده بزرگ و به اختصار UC نیز شناخته می‌شود.
علامت ویژه بیماری اسهال خونی است که به‌طور تدریجی بیشتر می‌شود. گاه نام بیماری به‌خاطر نماد (IBD)، اغلب با نام (IBS) یا سندرم روده تحریک‌پذیر اشتباه می‌شود، که یک بیماری مشکل ساز ولی خفیف است. التهاب زخمی پس‌روده شباهت به بیماری کرون دارد که شکل دیگری از بیماری التهابی روده است. کولیت زخمی یک بیماری متناوب است، با دوره‌های تشدید علائم و دوره‌های بهبودی که در آن‌ها تقریباً هیچ‌گونه علامتی دیده نمی‌شود. با وجودی که علائم التهاب زخمی پس‌روده گاهی می‌تواند خودبه‌خود بهبود یابد، ولی این بیماری در اغلب موارد نیازمند درمان است.

## علایم و نشانه‌ها
- اجابت مزاج مکرر به صورت دفع مدفوع شل
- دفع خون و چرک در مدفوع
- خون‌ریزی از مقعد
- احساس دفع ناقص و باقی ماندن مدفوع در شکم
- احساس فوریت برای دفع
- دردهای شدید شکمی هم‌زمان با حرکات روده
- درد در مفصل‌ها چراکه کولیت زخمی گاه علاوه بر دستگاه گوارش بر سایر اعضای بدن نیز تأثیر می‌گذارد و منجر به التهاب مفاصل و مشکلات پوستی می‌شود.
- درد مقعد به صورت منقطع

نکته: طول ابتلا به بیماری به بیش از پنج سال می‌رسد. این بیماری درمان قطعی ندارد و تنها به وسیلهٔ داروها کنترل می‌شود. البته این امکان وجود دارد که فرد درمان پیدا کند.

#### طبقه بندی کولیت اولسراتیو بر اساس میزان درگیری
- پروکتیت: التهاب رکتوم
- کولیت سمت چپ: التهابی که تا روده بزرگ نزولی گسترش می یابد
- کولیت گسترده: التهاب نزدیک به کولون نزولی
- پروکتوسیگموئیدیت: التهاب رکتوم و کولون سیگموئید
- پانکولیت: درگیری کل روده بزرگ

#### شدت کولیت اولسراتیو
- شدت کولیت اولسراتیو با علائم، نشانگرهای عینی التهاب، سیر بیماری و تأثیر بر زندگی روزمره تعریف می شود.
- بیماری خفیف: کمتر از چهار مدفوع در روز، فوریت خفیف، خونریزی مقعدی متناوب، بدون علائم سیستمیک سمیت، و سطوح طبیعی ESR، CRP و کالپروتکتین مدفوع.
- بیماری متوسط تا شدید: بیش از شش مدفوع در روز، مدفوع مکرر خونی، فوریت، درد متوسط شکم، تب خفیف، کم خونی، افزایش ESR و CRP [۲].

## تشخیص بیماری
معاینه و آزمایش‌هایی ممکن است انجام شود تا بیماری تشخیص داده شود:
- معاینه مقعدی
- معاینه کامل شکم
- معاینه مفاصل
- آزمایش خون[۳]
- آزمایش مدفوع
- تصویربرداری‌های پزشکی مانند رادیوگرافی با ماده حاجب. البته پیش از تصویربرداری لازم است بیمار، محلول حاجب اشعه‌ای را بنوشد یا از طریق لوله‌ای در مقعد وی تنقیه شود. سی‌تی اسکن می‌تواند به پزشک در کشف جزئیات بیماری کمک کنند.
- درون‌بینی Endoscopy پس‌روده (به‌طور دقیقتر خم‌روده‌بینی sigmoidoscopy و پس‌روده‌بینی colonoscopy) به پزشک اجازه می‌دهد بررسی مستقیمی بر روی روده بزرگ یا راست روده انجام دهد. این کار از طریق لوله نازک و قابل انعطافی که از طریق مقعد وارد شده‌است، انجام می‌شود. همچنین ممکن است مقدار کمی هوا به داخل روده از طریق مقعد پمپ شود. این کار به گشاد شدن راست روده یا روده به ارائه تصویر بهتر کمک می‌کند. در هنگام درون‌بینی، ممکن است پزشک یک تکه کوچک از جدار روده را برای بررسی بیشتر آزمایشگاهی بردارد که به آن بافت‌برداری biopsy می‌گویند. این کار به تشخیص دقیق تر بیماری کمک می‌کند. همچنین این نمونه‌ها در ارزیابی تغییرات دستگاه گوارش و سیر بیماری و غربالگری و تشخیص زودهنگام سرطان مورد استفاده قرار می‌گیرند. برخی از بیماران مبتلا در معرض خطر بالاتر ابتلا به سرطان روده بزرگ قرار دارند. غربالگری و نظارت بر بیمار، می‌تواند در اوایل بروز سرطان به تشخیص آن کمک کند و واضح است که زمان تشخیص سرطان تأثیر بسیار زیادی در پیش‌آگهی بیماری و علاج‌پذیری آن دارد.

## درمان
این بیماری مزمن بوده و علاج قطعی آن زمان بسیار طولانی را می‌طلبد؛ بنابراین آموزش نحوه زندگی با آن مهم است. بیمار باید تحت نظارت دائم قرار گیرد، تا در جهت جلوگیری از بدتر شدن شرایط به او کمک شود. داروهایی که برای کنترل علایم بیماری و بهبود کیفیت زندگی بیمار تجویز می‌شوند منجر به علاج این بیماری نمی‌شوند اما کمک می‌کنند که بیمار بتواند مانند افراد سالم زندگی کند. مقدار مصرف این داروها باید با مراجعه مکرر به پزشک تنظیم شود. در صورت بروز عوارض جانبی لازم است که داروها یا میزان مصرف آن‌ها تغییر کند. مصرف کامل و به موقع داروها منجر به بازیافت سلامتی شده و از عوارض بعدی جلوگیری می‌کند. درمان قطعی این بیماری خارج کردن روده بزرگ به وسیلهٔ جراحی می‌باشد که تنها در بیمارانی که علایمشان با استفاده از داروهای مختلف کنترل نمی‌شود، انجام می‌گیرد.
مهمترین راهکار درمانی که تاکنون روی تعدادی از بیماران تأثیر مثبت داشته حذف غذاهای سرخ کردنی و در واقع حذف روغن سرخ کردنی از خوراکی هاست اما هنوز علت این موضوع مشخص نیست.

### داروها
شایعترین داروهای ضدالتهابی برای درمان بیماری‌های التهابی روده، ترکیبات 5ASA نامیده می‌شوند مانند سولفاسالازین و مسالازین. این ترکیبات به کنترل نشانه‌های این بیماری پس از مدتی مصرف، کمک می‌کنند. این داروها به صورت خوراکی یا تنقیه یا شیاف تجویز می‌شوند. 
عوارض جانبی داروها در کوتاه مدت شامل تغییرات خلق و خو، مشکلات خواب، افزایش یا کاهش وزن، تغییر شکل بدن (مانند بزرگ شدن شکم و ورم کردن صورت)، صورت باد کرده و بروز آکنه یا جوش صورت است، خشکی پوست بدن به ویژه کف دست و صورت، ریزش مو و حتی در بعضی موارد عقیم شدن موقتی و عوارض کمتر معمول اما شدیدتر، عبارتند از تب، مشکلات قلبی و کبدی. عوارض جانبی شدید می‌توانند نشانه حساسیت به ماده سولفا نیز باشد؛ که در این صورت باید داروی دیگری برای بیمار تجویز شود. در صورت بروز هر گونه عارضه جانبی بر اثر مصرف داروهای جدید، باید با پزشک معالج مجدداً مشورت کرد.

### سایر داروها
ممکن است داروهای گروه کورتیکواستروئید نیز به صورت خوراکی یا وریدی برای برای کاهش التهاب تجویز شوند. باید توجه داشت که: کورتیکواستروئیدها معمولاً فقط برای دوره‌های کوتاه مدت مصرف می‌شوند. آن‌ها نباید در دوره خاموشی یا بهبودی بیماری مصرف شوند. همچنین از آمپول آدالیمومب با نام‌های تجاری «سینورا» و «همیرا» نیز استفاده میشود که تأثیر بسزایی دارد و با سرکوب سیستم ایمنی باعث کاهش علائم میگردد ولی قیمت این داروها بالاست که بیمه بیشتر هزینه را تقبل میکند.
سرکوب سیستم ایمنی بدن نیز روشی است که منجر به کاهش التهاب روده‌ها می‌شود. داروهای سرکوب‌کننده سیستم ایمنی بدن مانند آزاتیوپرین می‌توانند برای دوره‌های طولانی در نظر گرفته شوند اما لازم است که بیمار برای دیدن پزشک معالج تعداد دفعات معمول برای نظارت بر وضعیت سلامتی خود را افزایش دهد.

### رژیم غذایی
در دوره خاموشی این بیماری قانون جامعی در مورد تغذیه وجود ندارد. بیمار، خود باید احساس کند که پس از خوردن هر غذا چه احساسی پیدا می‌کند. ثبت این احساس بهترین راهنما برای برنامه‌ریزی یک رژیم غذایی مناسب است. نوشتن آنچه بیمار پس از خوردن آن دچار مشکل می‌شود و عوارض پدیدار شده مربوطه در یک جدول، راهنمای خوبی برای رسیدن به یک برنامه غذایی مناسب است.
در هنگام شعله‌ور شدن بیماری، باید از مصرف غذاهای سرخ شده با روغن، نوشیدنی‌های گازدار، غذاهای دارای فیبر زیاد و نفخ‌آور مانند کلم، لوبیا، نخود، غذاهای پر چرب که هضم آن‌ها دشوار است، گوشت قرمز و محصولات لبنی به خصوص شیر پرهیز کرد. نوشیدن یک تا یک و نیم لیتر نوشیدنی بدون گاز به خصوص آب یا دوغ قویاً توصیه می‌شود. همچنین هنگام شعله‌ور شدن بیماری می‌توان از برنج سفید، ماکارونی ساده، هلو یا گلابی پوست کنده شده، سیب زمینی پخته، پوره سیب‌زمینی، ماهی آب‌پز، گوشت مرغ بی پوست و نان جو استفاده کرد.